# August Closs
August Closs (* 9. August 1898 in Neumarkt in Steiermark; † 21. Juni 1990 in Bristol) war ein österreichischer Literaturwissenschaftler.
Nachdem er 1924 nach Bristol übergesiedelt war, erhielt Closs 1931 einen Lehrstuhl für Germanistik an der dortigen Universität, den er bis 1964 innehatte. Zudem war er Gastprofessor in Kanada, den USA, Indien, Italien, der Schweiz, Belgien und den Niederlanden. Closs war Mitbegründer der 1947 geschlossenen Städtepartnerschaft zwischen Hannover und Bristol und galt bis zu seinem Tode als Förderer derselben. Für seine Verdienste in diesem Bereich wurde er Ehrenbürger der TH Hannover (1950) und der Universität Bristol (1989), Träger der hannoverschen Stadtplakette (1962), Träger des Großen Verdienstkreuzes der Bundesrepublik Deutschland (1964) sowie Ehrenbürger der Stadt Hannover (1987).